# Предиабет
Предиабе́т (преддиабе́т) — период жизни, предшествующий заболеванию сахарным диабетом, состояние предрасположенности, зачастую диагностируется ретроспективно.

## Факторы риска, предрасполагающие к развитию сахарного диабета
- однояйцевые близнецы; люди, у которых один из родителей болеет сахарным диабетом, либо есть больные сахарным диабетом в генеалогическом дереве другого родителя;
- женщины, родившие живого ребёнка массой 4,5 кг и более;
- матери детей с пороками развития, женщины с глюкозурией во время беременности, а также после выкидыша или рождения мёртвого ребёнка;
- лица, страдающие ожирением, гиперлипопротеинемией, атеросклерозом, гипертонической болезнью, гиперурикемией, подагрой;
- заболевания печени, желчевыводящих протоков, поджелудочной железы, хронические инфекции мочевыводящих путей и органов дыхания, хронические поражения почек;
- лица с почечной и алиментарной глюкозурией;
- лица с эпизодической глюкозурией и гипергликемией, выявленными в стрессовых ситуациях;
- пациенты с парадонтозом и фурункулёзом;
- лица с нейропатиями неясного генеза;
- лица со спонтанными гипогликемиями;
- лица пожилого и старческого возраста[1].

Факторы риска развития предиабета можно разделить на две группы — модифицируемые и немодифицируемые. Модифицируемые факторы включают нутриентный статус, физическую активность, соблюдение суточных ритмов, вредные привычки, немодифицируемые — возраст, пол, наследственность и экологическую ситуацию в месте проживания.
Риск заболеваемости сахарным диабетом значительно возрастает при сочетании нескольких факторов: ожирение + повышение диастолического артериального давления + повышение уровня триглицеридов в плазме крови, концентраций молочной кислоты, билирубина, лактата, активности глутаматпируваттрансаминазы в циркулирующей крови. При правильном образе жизни, нормализации массы тела, адекватной терапии вышеперечисленных состояний и заболеваний у большинства предрасположенность к развитию сахарного диабета остаётся скрытой и не реализуется в манифестную форму.

## Диагностика и лечение
Лабораторное определение уровня гликемии натощак и через два часа после приёма пищи (постпрандиальная гликемия), либо проведение глюкозотолерантного теста (показатели служат дифференциально-диагностическими критериями между нормой, нарушенной толерантностью к глюкозе и сахарным диабетом).

### Доклиническая диагностика сахарного диабета
1. Определение наличия аутоантител к бета-клеткам панкреатических островков.
2. Определение уровня С-пептида[1].

### Лечение
Основная цель ведения пациентов с предиабетом заключается в профилактике развития сахарного диабета 2 типа и сердечно-сосудистых осложнений.
На сегодняшний день у лиц с ранними нарушениями углеводного обмена доказана эффективность как немедикаментозной, так и медикаментозной стратегии. Кроме того, получено большое количество данных о возможности профилактики сердечно-сосудистых заболеваний при предиабете.
Рекомендациями по немедикаментозной профилактике развития сахарного диабета 2 типа у лиц с предиабетом является изменение образа жизни. А также снижение массы тела на 5–7% от исходной течение 6-12 месяцев. При этом очень низкокалорийные диеты не рекомендуются, а голодание противопоказано.
Согласно алгоритмам Американской ассоциации клинических эндокринологов и Американского колледжа эндокринологии основу изменения образа жизни должны составлять:
- поддержание оптимального веса (если ИМТ увеличен);
- физическая активность не менее 150 минут в неделю с умеренной физической нагрузкой, увеличивающиеся по мере возможности как по длительности, так и по интенсивности;
- не менее семи часов сна в день;
- ограничение алкоголя и табакокурения[3].

В рекомендациях Минздрава России указано, что пациент с предиабетом подлежит пожизненному наблюдению терапевтом для мониторинга состояния. Важными составляющими успешного ведения пациентов являются информирование и мотивация больных, диспансерное ведение, контроль показателей углеводного обмена, липидов крови и артериального давления.

## Различают

### Нарушение толерантности к глюкозе
Нарушенная толерантность к глюкозе (по старым классификациям «латентный сахарный диабет») клинически, как правило, не проявляется и характеризуется:
- нормогликемией натощак (показатель глюкозы в периферической крови 3,3-5,5 ммоль/л);
- глюкозурия отсутствует (глюкоза в моче не определяется);
- выявляется при проведении теста толерантности к глюкозе[1].

Нередко у лиц с нарушенной толерантностью к глюкозе наблюдаются парадиабетические симптомы:
- фурункулёз,
- кровоточивость дёсен,
- раннее расшатывание и выпадение зубов, парадонтоз,
- кожный и генитальный зуд,
- сухость кожи,
- длительно незаживающие повреждения и заболевания кожи,
- половая слабость, нарушение менструального цикла вплоть до аменореи,
- ангионейропатии различной локализации и выраженности, вплоть до пролиферирующей ретинопатии или выраженного облитерирующего атеросклероза (облитерирующий эндартериит)[1].

Выявление данных состояний служит поводом для проведения теста толерантности к глюкозе.

### Нарушение гликемии натощак
Состояние, при котором определяемые показатели гликемии натощак превышают норму, но не настолько, чтобы соответствовать критериям сахарного диабета. Глюкозурия, обычно, не определяется.

## Прогноз
У большинства лиц с нарушением толерантности к глюкозе развивается сахарный диабет 2-го типа.